# Sân bay Sultan Haji Ahmad Shah
Sân bay Sultan Haji Ahmad Shah (IATA: KUA, ICAO: WMKD) là một sân bay tại thành phố Kuantan, một thành phố ở bang Pahang của Malaysia. Sân bay này nằm cách trung tâm thành phố 15 km. Năm 2005, sân bay này đã phục vụ 298.184 lượt khách với 3500 lượt chuyến bay. Công suất sân bay này là 1 triệu lượt khách mỗi năm.

## Các hãng hàng không và các điểm đến
- AirAsia (Kuala Lumpur) [bắt đầu tháng 6 năm 2008]
- Malaysia Airlines (Kuala Lumpur)[4]
  - Firefly (Penang)